# René-Levasseur
René-Levasseur (en francés: Île René-Levasseur) es una isla en el centro del lago Manicouagan en la provincia de Quebec, Canadá. Su pico más alto es el Monte Babel (Mont Babel), a 952 metros (3123 pies). Con una superficie total de 2020 km² (y un diámetro de 72 km), la isla es más grande —en términos de superficie— que el lago en el que se encuentra. René-Levasseur es considerada como la segunda isla más grande del mundo situada en un lago, en términos de área (la más grande es la Isla Manitoulin en el Lago Hurón).
La isla se formó por el impacto de un meteorito hace 214 millones de años. El meteorito se cree que tenía unos 5 km de diámetro, y habría golpeado la tierra a una velocidad de 17 kilómetros por segundo, siendo el impacto el cuarto más poderoso que el mundo haya visto. El impacto del meteoro formó un cráter de aproximadamente 100 km de diámetro, en cuyo centro se encuentra la isla que hoy conocemos.
La isla lleva el nombre de René Levasseur, el ingeniero jefe responsable de la construcción de la presa Hydro-Québec Daniel-Johnson en el río Manicouagan, que creó el embalse Manicouagan. La estructura es la más grande del mundo de múltiples arcos. Levasseur murió a la edad de 35 años, sólo días antes de la inauguración de la presa.
El embalse Manicouagan, y la isla de René Levasseur son a veces llamado el «ojo de Quebec».
La isla es actualmente objeto de una batalla legal en curso, ya que los innu de los pueblos originarios de Betsiamites han emprendido acciones legales para proteger sus tierras indígenas de la explotación forestal. El Tribunal de Apelación de Quebec recientemente emitió un fallo que permite a Kruger Inc. reanudar sus actividades de explotación forestal (28 de abril de 2006).
La isla es también objeto de una campaña ecológica que presiona al gobierno de Quebec para crear un área protegida que abarque toda la isla. Parece que hay una concentración excepcional de bosque boreal en edad madura  que se encuentra en la isla.